# Кросс, Руперт
Руперт Кросс (англ. Rupert Crosse, 29 ноября 1927 — 5 марта 1973) — американский актёр.
Родился в Нью-Йорке, а после смерти отца воспитывался дедушкой и бабушкой на острове Невис в Карибском море. После возвращения в США два года служил в армии, а затем поступил в колледж Блумфилд в Нью-Джерси. Изучал актёрское мастерство у Джона Кассаветеса, после чего снялся в двух его фильмах «Тени» (1959) и «Слишком поздний блюз» (1961). В 1969 году за роль в фильме «Воры» был номинирован на премию «Оскар». Помимо ролей на большом экране Кросс был частым гостем в различных телевизионных шоу и сериалах.
В 1970 году Кросс женился на певице Крис Кэллоуэй, дочери Кэба Кэллоуэя, которая родила ему сына Руперта Осазе Диа Кросса. Вскоре после рождения сына у него диагностировали рак лёгких. Последние годы жизни Кросс провёл на острове Невис, где скончался в 1973 году в возрасте 45 лет. Его сын умер в 2002 году от сердечного заболевания, вызванного злоупотреблением наркотиками.